# Śliwice (gromada w powiecie pasłęckim)
Śliwice – dawna gromada, czyli najmniejsza jednostka podziału terytorialnego Polskiej Rzeczypospolitej Ludowej w latach 1954–1972.
Gromady, z gromadzkimi radami narodowymi (GRN) jako organami władzy najniższego stopnia na wsi, funkcjonowały od reformy reorganizującej administrację wiejską przeprowadzonej jesienią 1954 do momentu ich zniesienia z dniem 1 stycznia 1973, tym samym wypierając organizację gminną w latach 1954–1972.
Gromadę Śliwice z siedzibą GRN w Śliwicach (w obecnym brzmieniu Śliwica) utworzono – jako jedną z 8759 gromad na obszarze Polski – w powiecie pasłęckim w woj. olsztyńskim na mocy uchwały nr 23 WRN w Olsztynie z dnia 4 października 1954. W skład jednostki weszły obszary dotychczasowych gromad Buczyniec i Śliwice ze zniesionej gminy Rychliki, a także miejscowość Drulity z dotychczasowej gromady Drulity oraz miejscowości Czarna Góra i Kąty z dotychczasowej gromady Rydzówka ze zniesionej gminy Zielonka Pasłęcka, w tymże powiecie. Dla gromady ustalono 9 członków gromadzkiej rady narodowej.
Gromadę zniesiono 1 stycznia 1958, a jej obszar włączono do gromad: Nowa Wieś (wsie Czarna Góra i Kąty), Zielonka Pasłęcka (PGR-y Drulity i Tumpity), Rychliki (wieś Buczyniec oraz PGR Barzyna) i Jelonki (wieś Śliwice, PGR Budki oraz osadę Liszki) w tymże powiecie.